# Grammy Latino de 2005
A 6º edição do Grammy Latino (ou Grammy Latino de 2005) foi realizado em Los Angeles no Shrine Auditorium na quinta-feira, 3 de novembro de 2005. Foi a primeira cerimônia a ser transmitida pela Univision nos Estados Unidos. Ivan Lins foi o grande vencedor da noite, ganhando dois prêmios, incluindo Álbum do Ano. Ele é o primeiro e único artista brasileiro e de língua portuguesa a ganhar Álbum do Ano até o momento. Alejandro Sanz foi homenageado com Gravação do Ano e Canção do Ano. Juanes ganhou três prêmios, incluindo Melhor Álbum Vocal Solo de Rock.

## Categorias
Os vencedores estão em negrito.

### Categorias Gerais
Gravação do Ano
Alejandro Sanz — "Tu No Tienes Alma"
- Bebe — "Malo"
- Daddy Yankee — "Gasolina"
- Reyli — "Amor del Bueno"
- Aleks Syntek com Ana Torroja — "Duele el Amor"

Álbum do Ano
Ivan Lins — Cantando Histórias
- Bebe — Pafuera Telarañas
- Obie Bermúdez — Todo el Año
- Intocable — Diez
- Diego Torres — MTV Unplugged

Canção do Ano
Alejandro Sanz — "Tu No Tienes Alma"
- Jorge Drexler — "Al otro lado del río"
- Aleks Syntek — "Duele el Amor"  (Aleks Syntek com Ana Torroja)
- Bebe — "Malo"
- Obie Bermúdez e Elsten C. Torres — "Todo El Año" (Obie Bermúdez)

Artista Revelação
Bebe
- Ilona
- JD Natasha
- Diana Navarro
- Reik

### Pop
Melhor Álbum Vocal Pop Feminino
Laura Pausini — Escucha
- Bebe — Pafuera Telarañas
- Andrea Echeverri — Andrea Echeverri
- Fey — La Fuerza Del Destino
- Soraya — El Otro Lado de Mi

Melhor Álbum Vocal Pop Masculino
Obie Bermúdez — Todo el Año
- Marc Anthony — Amar Sin Mentiras
- Franco De Vita — Stop
- Alejandro Fernández — A Corazón Abierto
- Marco Antonio Solís — Razón de Sobra

Melhor Álbum Vocal Pop em Dupla ou Grupo do Ano
Bacilos — Sin Vergüenza
- Amaral — Pájaros en la cabeza
- Andy & Lucas — Desde mi barrio
- Elefante — Elefante
- Presuntos Implicados — Postales

### Urbano
Melhor Álbum de Música Urbana
Daddy Yankee — Barrio Fino
- Don Omar — The Last Don Live
- Luny Tunes — The Kings of the Beats
- Orishas — El Kilo
- Vico C — Desahogo

### Rock
Melhor Álbum Vocal de Rock Solo
Juanes — Mi sangre
- Enrique Bunbury — El viaje a ninguna parte
- JD Natasha — Imperfecta-Imperfect
- Fito Páez — Mi vida con ellas
- Revolver — Mestizo

Melhor Álbum Vocal de Rock de Dupla ou Grupo
Molotov — Con todo respeto
- Enanitos Verdes — En Vivo
- Jarabe de Palo — 1m² Un Metro Cuadrado
- Locos Por Juana — Música Pa'l Pueblo
- Volumen Cero — Estelar

Melhor Álbum de Música Alternativa
Ozomatli — Street Signs
- Circo — En El Cielo de Tu Boca
- Ely Guerra — Sweet & Sour, Hot y Spicy
- Los Amigos Invisibles — The Venezuelan Zinga Son, Vol. 1
- Los Rabanes — Ecolecua

Melhor Canção de Rock
Juanes — "Nada Valgo Sin Tu Amor"
- Beto Cuevas — "Bienvenido Al Anochecer" (La Ley)
- Martin Chan e JD Natasha — "Lágrimas" (JD Natasha)
- Fito Páez — "Polaroid de Ordinaria Locura"
- J.L Abreu e Egui Santiago — "Un Accidente" (Circo)

### Tropical
Melhor Álbum de Salsa
Marc Anthony — Valió la Pena
- Oscar D'León — Así Soy...
- El Gran Combo de Puerto Rico — Aquí Estamos y... ¡De Verdad!
- Gilberto Santa Rosa — Auténtico
- Spanish Harlem Orchestra — Across 110th Street

Melhor Álbum de Merengue
Elvis Crespo — Saboréalo
- Los Toros Band — En Vivo 2004
- Kinito Méndez — Celebra Conmigo
- Ramón Orlando — Generaciones
- Toño Rosario — Resistiré

Melhor Álbum de Música Tropical Contemporâneo
Carlos Vives — El Rock de Mi Pueblo
- Bachá — Bachá
- Juan Formell e Los Van Van — Chapeando
- Monchy y Alexandra — Hasta El Fin
- Michael Stuart — Sin Miedo
- Various Artists — Cuba Le Canta A Serrat

Melhor Álbum de Música Tropical Tradicional
Cachao — ¡Ahora Sí!
- Manny Manuel — Nostalgia
- Manuel "El Guajiro" Mirabal — Buena Vista Social Club Presents: Manuel Guajiro Mirabal
- Omara Portuondo — Flor De Amor
- Tropicana All Stars — Tradición

Melhor Canção Tropical
Juan Luis Guerra 440 — "Las Avispas"
- Cachao — "Ahora Sí"
- José Luis Morín A. e Olga Tañón — "Bandolero" (Olga Tañón)
- Carlos I. Medina e Carlos Vives — "Como Tú" (Carlos Vives)
- Marc Anthony e Estéfano — "Valió La Pena" (Marc Anthony)

### Cantor e Compositor
Melhor Álbum de Cantor-Compositor
Gian Marco — Resucitar
- Djavan — Vaidade
- Pedro Guerra — Bolsillos
- Kevin Johansen — City Zen
- Vicentico — Los Rayos

### Música Regional Mexicana
Melhor Álbum de Música Ranchera
Luis Miguel — México En La Piel
- Pepe Aguilar — No Soy De Nadie
- Rocío Dúrcal— Alma Ranchera
- Vicente Fernández — Vicente Fernández y Sus Corridos Consentidos
- Ana Gabriel — Tradicional

Melhor Álbum de Banda
Banda El Recodo — En Vivo
- Conjunto Atardecer — Los Número Uno del Pasito Duranguense
- K-Paz de la Sierra — Pensando En Ti
- Los Horóscopos de Durango — Locos de Amor
- Lupillo Rivera — Con Mis Propias Manos

Melhor Álbum de Música Grupera
Ana Bárbara — Loca de Amar
Oscar De La Rosa e La Mafia — Para El Pueblo
- Grupo Bronco — Sin Riendas
- Guardianes del Amor — Olvidarte Nunca
- Volumen X — Sigo Pensando En Ti

Melhor Álbum de Música Tejana
David Lee Garza, Joel Guzmán e Sunny Sauceda — Polkas, Gritos y Acordeónes
- David Lee Garza & Los Musicales — Solo Contigo
- Jimmy González & El Grupo Mazz — Para Mi Gente
- La Tropa F — Milagro
- Bobby Pulido — Vive

Melhor Álbum de Música Nortenha
Intocable — Diez
- Conjunto Primavera — Hoy Como Ayer
- Los Palominos — Atrévete
- Los Tigres del Norte — Directo Al Corazón
- Michael Salgado — El Zurdo De Oro

Melhor Canção Regional Mexicana
Josué Contreras e Johnny Lee Rosas — "Aire" (Intocable)
- Freddie Martínez, Sr. — "Corazón Dormido" (Jimmy González & El Grupo Mazz)
- Edel Ramírez — "Me Vuelvo Loco" (Los Palominos)
- Luigi Giraldo, Cruz "CK" Martínez e A.B. Quintanilla — "Na Na Na (Dulce Niña)" (Kumbia Kings)

### Instrumental
Melhor Álbum Instrumental
David Sánchez — Coral
- Manuel Alejandro — Nuevos Caminos
- Ed Calle — Ed Calle Plays Santana
- Pedro Guzman — Ti ple Jazz
- Gonzalo Rubalcaba e New Cuban Quartet — Paseo

### Tradicional
Melhor Álbum Folclórico
Lila Downs — One Blood Una Sangre
- Camerata Coral e Grupo Tepeu — Misa Criolla - Navidad Nuestra De Ariel Ramírez
- Los Nocheros — Noche Amiga Mía
- John Santos e El Coro Folklórico Kindembo —  Para Ellos
- Vários Artistas — Homenaje A Luis Miranda "El Pico De Oro"

Melhor Álbum de Tango
Pablo Ziegler, Quique Sinesi e Walter Castro — Bajo Cero
- Hybrid Tango — Hybrid Tango
- Nicolás Ledesma Cuarteto — De Tango Somos
- Adriana Nano — Buenos Aires, Viaje / Buenos Aires, Journey
- Trelles e Cirigliano — Solo Para Dos

Melhor Álbum Flamenco
Tomatito — Aguadulce 
- Diego Carrasco — Mi Adn Flamenco
- José Mercé — Confí De Fuá
- Gerardo Núñez com Paolo Fresu, Perico Sambeat e Mariano Díaz — Andando El Tiempo
- Niña Pastori — No Hay Quinto Malo

### Jazz
Melhor Álbum de Jazz Latino
Bebo Valdés — Bebo de Cuba - Suite Cubana - El Solar de Bebo - Cuadernos de Nueva York
- Paoli Mejias — Mi Tambor
- Bob Mintzer, Giovanni Hidalgo, Andy Gonzalez, David Chesky e Randy Brecker — The Body Acoustic
- Negroni's Trio — Piano/Drums/Bass
- Poncho Sanchez — Poncho at Montreux

### Cristã
Melhor Álbum de Música Cristã (Língua Espanhola)
Juan Luis Guerra 440 — Para Ti
- Marco Barrientos — Viento Mas Fuego
- Pablo Olivares — Luz En Mi Vida
- Rojo — Día de Independencia
- Marcos Witt — Tiempo de Navidad

Melhor Álbum de Música Cristã (Língua Portuguesa)
Soraya Moraes — Deixa O Teu Rio Me Levar - Ao Vivo
- Aline Barros — Som De Adoradores - Ao Vivo
- Eyshila — Terremoto - Ao Vivo
- Ludmila Ferber — Para Orar e Adorar 3 - Ouço Deus Me Chamar
- Rose Nascimento — Para O Mundo Ouvir
- Oficina G3 — Além do Que os Olhos Podem Ver
- Alexandre Soul — Cantando, Dançando e Louvando!

### Língua Portuguesa
Melhor Álbum de Pop Contemporâneo Brasileiro
Lenine — Incité
- Carlinhos Brown — El Milagro de Candeal
- Rita Lee — MTV ao Vivo
- Tom Zé — Estudando o Pagode

Melhor Álbum de Rock Brasileiro
Charlie Brown Jr. — Tamo Aí na Atividade
- Barão Vermelho — Barão Vermelho
- Leela — Leela
- Tianastácia — Tianastácia ao Vivo

Melhor Álbum de Samba/Pagode
Martinho da Vila — Brasilatinidade
- Jorge Aragão — Ao Vivo 3
- Beth Carvalho — A Madrinha Do Samba / Ao Vivo Convida
- Wilson das Neves — Brasão de Orfeu
- Nei Lopes — Partido ao Cubo
- Zeca Pagodinho — À Vera

Melhor Álbum de MPB
Ivan Lins — Cantando Histórias
- Gilberto Gil — Eletracústico
- João Gilberto — João Gilberto in Tokyo
- Toninho Horta — Com o Pé no Forró
- Joyce — Banda Maluca

Melhor Álbum de Música Romântica
Roberto Carlos — Pra Sempre ao Vivo no Pacaembu
- Raimundo Fagner — Donos do Brasil
- Leonardo — Leonardo Canta Grandes Sucessos
- Roberta Miranda — Alma Sertaneja
- Alexandre Pires — Alto Falante

Melhor Álbum Raízes Brasileiras/Regional
Ivete Sangalo — MTV ao Vivo
- Renato Borghetti — Gaitapontocom
- Caju & Castanha — Recado a São Paulo
- Dominguinhos, Sivuca e Oswaldinho — Cada Um Belisca Um Pouco
- Forróçacana — Os Maiores Sucessos de São João
- Gil — O Canto da Sereia
- Elba Ramalho e Dominguinhos — Baião de Dois

Melhor Canção Brasileira
Lenine e Ivan Santos — "Ninguém Faz Ideia" (Lenine)
- Francis Hime e Olívia Hime — "Canção Transparente" (Olivia Hime)
- José Miguel Wisnik — "Ponte Aérea" (Eveline Hecker)
- Totonho Villeroy — "São Sebastião"

### Infantil
Melhor Álbum Infantil Latino
Lina Luna — Lina Luna 
- Christell — La Fiesta Continúa!!!
- Floricienta — Floricienta y su banda
- Ke Zafados — Ke Zafados
- Los Payasónicos — Poder Payasónico
- Misión S.O.S — Aventura y Amor

### Clássica
Melhor Álbum de Música Clássica
Cuarteto de Cuerdas Buenos Aires e Paquito D'Rivera — Riberas
- Orquestra de Câmara Rio Strings — Fantasia Brasileira
- José Serebrier — Glazunov Symphony Nº 5 / The Seasons
- Leo Brouwer — Homo Ludens
- Sharon Isbin — Rodrigo Concierto de Aranjuez/Villa Lobos: Concerto For Guitar/Ponce: Concierto Del Sur

### Produção
Melhor Engenharia de Som
Gustavo Borner — MTV Unplugged (Diego Torres)
- Chuy Flores e Jack Sáenz III — Diez (Intocable)
- Seth Atkins, Javier Garza, Cruz "CK" Martínez e Robert "Bobbo" Gómez III — Fuego (Kumbia Kings)
- Robert Carranza, Serban Ghenea e Anton Pukshansky — Street Signs (Ozomatli)
- Antonio Cortes — Velvetina (Miguel Bosé)

Produtor do Ano
Gustavo Santaolalla
- Paco de Lucía
- Sergio George
- Sebastian Krys
- Afo Verde

### Vídeo Musical
Melhor Clipe
Juanes — "Volverte a Ver"
- La Ley — "Mírate "
- Molotov — "Amateur"
- Aleks Syntek — "A Veces Fuí"
- Vicentico — "Los Caminos de la Vida"

### Prêmios Especiais
Excelência Musical
- Johnny Pacheco
- Sandro
- Generoso Jiménez
- Sérgio Mendes
- Jorge Ben Jor
- Rocío Dúrcal

Prêmios de Curadores
- Eduardo Magallanes
- Rafael Pérez Botija
- Pierre Cossette